# Joes
Joes – jednostka osadnicza w Stanach Zjednoczonych, w stanie Kolorado, w hrabstwie Yuma.